# Log (informatica)
In de informatica wordt een log gebruikt om alle gebeurtenissen van een bepaald proces bij te houden, ook wel loggen genoemd. Logs worden onder andere gebruikt om computerprogramma's in ontwikkeling te onderzoeken en eventuele fouten op te sporen. Logging is vooral belangrijk bij software met meerdere gebruikers tegelijk, zodat men een centraal overzicht heeft van de werking van het systeem.
Logs worden vaak opgeslagen in een bestand, een logbestand genoemd, met in de bestandsnaam vaak de extensie '.log', maar kunnen ook in een database of het hoofdgeheugen bewaard worden.